# Словинці
Словинці (хорв. Slovinci) — населений пункт у Хорватії, в Сисацько-Мославинській жупанії у складі громади Суня.

## Населення
Населення за даними перепису 2011 року становило 152 осіб.
Динаміка чисельності населення поселення:

## Клімат
Середня річна температура становить 11,07 °C, середня максимальна – 25,78 °C, а середня мінімальна – -6,14 °C. Середня річна кількість опадів – 959 мм.
| Клімат поселення                              | Клімат поселення | Клімат поселення | Клімат поселення | Клімат поселення | Клімат поселення | Клімат поселення | Клімат поселення | Клімат поселення | Клімат поселення | Клімат поселення | Клімат поселення | Клімат поселення | Клімат поселення |
| Показник                                      | Січ.             | Лют.             | Бер.             | Квіт.            | Трав.            | Черв.            | Лип.             | Серп.            | Вер.             | Жовт.            | Лист.            | Груд.            |                  |
| Середній максимум, °C                         | 7,42             | 9,35             | 13,80            | 18,10            | 22,58            | 25,78            | 24,74            | 24,03            | 20,38            | 15,48            | 10,11            | 5,81             |                  |
| Середня температура, °C                       | 0,63             | 2,57             | 7,02             | 11,32            | 15,80            | 19,00            | 20,74            | 20,02            | 16,36            | 11,46            | 6,10             | 1,80             |                  |
| Середній мінімум, °C                          | −6,14            | −4,2             | 0,23             | 4,55             | 9,02             | 12,22            | 16,71            | 16,00            | 12,35            | 7,46             | 2,09             | −2,23            |                  |
| Норма опадів, мм                              | 61               | 58               | 67               | 80               | 83               | 95               | 86               | 87               | 84               | 88               | 94               | 76               |                  |
| Середньомісячна швидкість вітру, м/с          | 1.60             | 1.80             | 2.20             | 2.10             | 1.99             | 1.80             | 1.79             | 1.60             | 1.60             | 1.63             | 1.70             | 1.70             |                  |
| Середньомісячна сонячна радіація, кДж/м²·день | 4320             | 7121             | 10891            | 15374            | 19668            | 21831            | 22853            | 19942            | 14793            | 9157             | 4884             | 3583             |                  |
| --------------------------------------------- | ---------------- | ---------------- | ---------------- | ---------------- | ---------------- | ---------------- | ---------------- | ---------------- | ---------------- | ---------------- | ---------------- | ---------------- | ---------------- |
| Джерело:                                      |                  |                  |                  |                  |                  |                  |                  |                  |                  |                  |                  |                  |                  |